# Tête des Planards
Tête des Planards är en kulle i Schweiz. Den ligger i distriktet Riviera-Pays-d'Enhaut och kantonen Vaud, i den sydvästra delen av landet, 50 km söder om huvudstaden Bern. Toppen på Tête des Planards är 1 460 meter över havet.